# Hovanyx waterloti
Hovanyx waterloti är en mångfotingart som beskrevs av Lawrence 1960. Hovanyx waterloti ingår i släktet Hovanyx och familjen storjordkrypare.
Artens utbredningsområde är Madagaskar. Inga underarter finns listade i Catalogue of Life.